# Ricky Lawless
Medardo Jim "Jimmy" Leon, Jr. (3 de noviembre de 1959 - 30 de noviembre de 1988) fue un luchador profesional estadounidense, entrenador y promotor, más conocido por su nombre en el ring "Bad Boy" Ricky (Ricki) Lawless, que compitió en el Este, Costa del Atlántico y Sur de los territorios regionales durante los primeros años a mediados de 1980, siendo un veterano de International Championship Wrestling y la National Wrestling Federation.
Leon fue también el dueño de una escuela de lucha exitosa cuyos alumnos incluidos Steve "The Brawler" Lawler, "Playboy" Bobby Starr, Axl Rotten y Joey Maggs. Él y Maggs se unieron más tarde como la The Heavy Metal Connection y dos veces capturado los títulos por equipo en el Buck Robley's Deep South Championship Wrestling. Su asesinato en 1988, al parecer cometido por un marido celoso en una relación extramarital, fue presentado en una exposición de Hustler.